# Casa Macaya
Casa Macaya je modernistická budova v Barceloně na Passeig de Sant Joan, 108. Byla postavena podle návrhu architekta Josepa Puiga roku 1901. Zakázku zadal průmyslník Román Macaya.
Bílá fasáda je zdobena kamennými prvky. Interiér má velmi bohatou výzdobu, která může být viděna v hale a na nádvoří.
Podle Lluíse Permanyere, spolupracovníky Puiga na tomto domě byly: sochaři Eusebi Arnau a Alfons Juyol, Manuel Ballarín (kované prvky) a Joan Paradís (sgrafita).
Byl prohlášen španělskou kulturní památkou 9. ledna 1976.
Několikrát změnil majitele a nakonec byl zakoupen nadací Fundació Bancària Caixa d'Estalvis i Pensions de Barcelona jako místo pro výstavy uměleckých děl. Roku 2012 byla dokončena rekonstrukce a bylo zde otevřeno kulturní centrum pod názvem Espai Caixa.